# Friedrich Klausmeier
Friedrich Klausmeier (* 8. Januar 1915; † unbekannt) war ein deutscher Musikpädagoge und Musikwissenschaftler, der sich auch musiksoziologischen Studien widmete.

## Leben
Friedrich Klausmeier begann ein Studium der Schulmusik und Geschichte, welches er durch Militär- und Kriegsdienstzeit zunächst nicht abschließen konnte. 1941 schließlich absolvierte er sein Staatsexamen in Geschichte und 1947 das Staatsexamen in Musikerziehung. Dem folgte zwei Jahre später seine Promotion über ein Thema der Aufklärung. 1950 wurde Klausmeier im höheren Schuldienst tätig.
1969 nahm er eine Beschäftigung an der Universität Hannover auf. Er widmete sich zahlreichen soziologischen Arbeiten sowie psychoanalytischen Studien unter musikalischen Aspekten, u. a.: „Die Lust, sich musikalisch auszudrücken“ (1978) und „Die musikalische Interpretation“ (1980). Von 1956 bis 1958 erhielt Friedrich Klausmeier ein Stipendium der Deutschen Forschungsgemeinschaft für die erste musiksoziologische Jugenduntersuchung „Jugend und Musik im technischen Zeitalter“. Darüber hinaus war er Mitherausgeber des UNESCO-Liederbuches „Europäische Lieder in den Ursprachen“.